# Mikasa
Mikasa (三笠市, Mikasa-shi) és una ciutat de la subprefectura de Sorachi de la Hokkaido, al Japó. Fou establerta el 1957.
El 2015 tenia una població estimada de 9.519 habitants.